# David Knollys, 3. Viscount Knollys
David Francis Dudley Knollys, 3. Viscount Knollys, DL (* 12. Juni 1931; † 21. April 2023) war ein britischer Peer und Politiker der Conservative Party.

## Leben und Karriere
Knollys war das zweite Kind und der einzige Sohn des Edward Tyrwhitt Knollys, 2. Viscount Knollys (1895–1966) aus dessen Ehe mit Margaret Mary Josephine Coats († 1987), Tochter des Sir Stuart Coats, 2. Baronet.
Knollys besuchte das Eton College. Er diente bei den Scots Guards und stieg dort bis zum Lieutenant auf.
Beim Tod seines Vaters erbte er 1966 dessen Adelstitel als 3. Viscount Knollys und 3. Baron Knollys, sowie den damals damit verbundenen Sitz im House of Lords. Ebenso erbte er den Familiensitz Bramerton Hall bei Norwich in Norfolk nebst dazugehörigen Ländereien, die er seither bewirtschaftete. Im Parlament gehörte er der Fraktion der Conservative Party an. Mit Inkrafttreten des House of Lords Act 1999 verlor er seinen Parlamentssitz. Für einen der verbleibenden Sitze trat er nicht an.
1996 wurde er ein Deputy Lieutenant von Norfolk. 

## Ehe und Nachkommen
Knollys heiratete am 1. Oktober 1959 Sheelin Virginia Maxwell, Schwester von Barry Maxwell, 12. Baron Farnham. Aus der Ehe hinterließ er eine Tochter und drei Söhne:
- Hon. Clarinda Susan Knollys (* 1960), ⚭ 1988 Andrew Malcolm Burlton Snowball;
- Patrick Nicholas Mark Knollys, 4. Viscount Knollys (* 1962), Captain der Scots Guards, ⚭ 1998 Sarah Petch;
- Hon. Christopher Edward Knollys (* 1964), Captain der Scots Guards, Equerry des Duke of Kent, ⚭ 1997 Sarah Gwynne;
- Hon. Michael James George Knollys (* 1968), Captain der Scots Guards.